# Venus im Pelz (1994)
Venus im Pelz (Originaltitel: Venus in Furs) ist ein 1994 in den Niederlanden entstandener Spielfilm nach der Novelle Venus im Pelz von Leopold von Sacher-Masoch. Regie führten die niederländischen Independent-Filmemacher Victor Nieuwenhuijs und Maartje Seyferth.

## Veröffentlichung
Der Film lief im Jahr 1994 auf dem Dutch Film Festival im Wettbewerb sowie auf dem São Paulo International Film Festival. Außerdem wurde er auf dem Internationalen Filmfest in St. Petersburg gezeigt und dort mit dem Preis für Kreativität und Professionalismus ausgezeichnet.
Der Kinostart in den Niederlanden war am 16. März 1995. In Deutschland lief der Film ebenfalls im Kino, zudem erschien der Film am 1. November 1999 auf DVD mit Untertiteln.

## Kritik
Der film-dienst bezeichnete den Film als „thematisch werkgetreue Adaption“. Der Film entwickle „bildliche Tableaus, die dem beschriebenen Ritual entsprechen und den Stellenwert der Fantasie für den Masochismus herausstellen“. Gelegentlich schieße der „kulturhistorische Kommentar dabei übers Ziel hinaus“.
Die Filmwebsite kino.de sprach von einer „stilisierten, modernen Fassung“ des Romans, „der das Konzept des Masochismus in die Kulturdebatte einführte“. Was in der Luggi-Waldleitner-Produktion mit Laura Antonelli aus dem Jahr 1968 noch „anti-patriachalisch [sic] und sexualliberal sein sollte“, sei „heute der reinen Phantasie mit Extremwerten gewichen“. Die „durchkomponierte Schwarzweißphotographie, die zwischen Helmut Newton und Robert Mapplethorpe eigene Schattenwege geht“, binde die Aufmerksamkeit, „was den erotischen Ritualen nicht durchgehend gelingt“.